# ان‌جی‌سی ۱۵۸

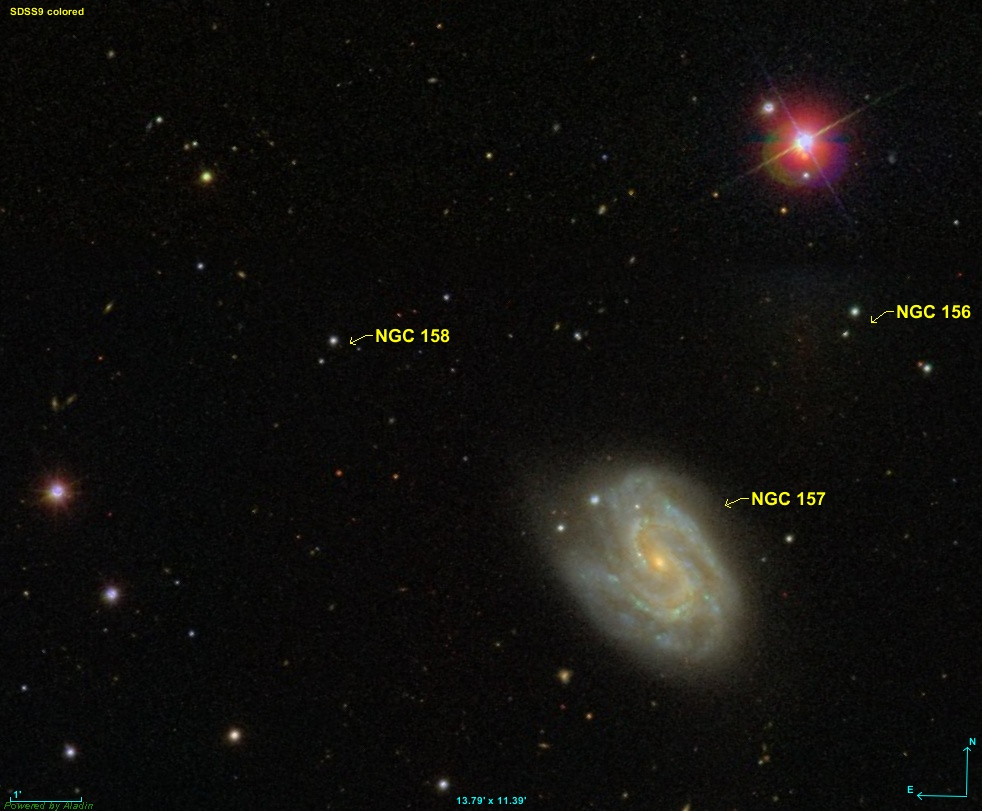
ان‌جی‌سی ۱۵۸

ان‌جی‌سی ۱۵۸ (انگلیسی: NGC 158) نام یک کهکشان است.